# Blauwe zandbij
De blauwe zandbij (Andrena agilissima) is een bij uit het geslacht van de zandbijen (Andrena).
De blauwe zandbij wordt 13 tot 15 millimeter lang. De bij is opvallend blauwzwart met witte plukjes haren. De soort vliegt in mei en juni, met de piek begin juni. Als voedsel worden kruisbloemigen gebruikt. De wijfjes leven in kleine groepjes samen in een nest, met aparte broedkamers. De nesten worden in vrij harde ondergrond gemaakt in steile wanden.
De blauwe zandbij komt voor in Zuid- en Centraal-Europa, Noord-Afrika en het Nabije Oosten. In Nederland is hij zeer zeldzaam en alleen bekend uit Zuid-Limburg. Hij staat als Gevoelig op de Nederlandse Rode Lijst.